# Таожаньтін
Таожаньтін (кит.: 陶然亭公园 Táorántíng Gōngyuán) — сад Пекіну, створений у стилі класичної китайської садово-паркової культури. Перекладається як «Парк Альтанки сп'яніння» або «Парк Альтанки приємності і веселощів».

## Історія
В період Юань на цьому місці існував жіночий монастир Цибейань (慈悲庵, Монастир милосердя і співчуття). У 1695 році міський службовець Цзян Цзао звів тут павільйон Таожаньтін, названий так за строфами танського поета Бо Цзюй-і «Почекай, поки вино з жовтих хризантем готується, ми разом нап'ємося доп'яна і захмеліємо (таожань)». Альтанка Таожаньтін входить до переліку "чотирьох знаменитих альтанок Китаю.
Тут збиралося багато поетів, письменників, вчених Китаю, згодом проводили зустрічі учасники руху «Четвертого травня» і революціонери — Лі Дачжао, Мао Цзедун, Чжоу Еньлай тощо.
Парк Таожаньтін створено в 1952. У 1979 внесено до переліку визначних пам'яток Пекіну. У 2002 присвоєно статус АААА серед культурних пам'яток країни.
У 1985 в південно-західній частині парку почалося будівництво «Саду відомих альтанок Китаю», де були зведені точні копії найкрасивіших павільйонів Китаю.

## Опис
Площа становить 56,56 га, з них понад 16,15 га припадає на водну поверхню. Розташовано в районі Січен. Увесь парк знаходиться на берегах великого штучного озера з протоками. Навколо Таожаньтіна знаходяться житлові райони Пекіну.
Широка алея приводить до павільйону, де збираються поціновувачі традиційного китайського смичкового інструменту ерху (二胡). У нього досить пронизливий звук. Під його звук належить співати, не менше пронизливим голосом. Групки музикантів немов змагаються, хто кого переграє і переспіває.
Від павільйону зверху шлях веде до невеличкого озерця, на якому є штучний острів, де знаходиться меморіал діяча комуністичної партії Китаю Гао Цзюньюя (1896—1925) і його подруги, письменниці Ши Пінмей (1902—1928). Неподалік від меморіалу знаходиться альтанка Таожаньтін, що дала ім'я всьому парку.
На півдні знадиться Сад відомих альтанок Китаю — «парку у парку». Зараз в парку налічується 10 альтанок з дев'яти провінцій Китаю. Тут багато води: невеликі озера, струмки, водоспади. Тому в багатьох місцях чути звук води.
Ще одна визначна пам'ятка парку Таожаньтін — величезний розарій. Троянди починають цвісти у травні. У східній частині парку є великий півонарій. Півонія є символом китайської нації, тому в багатьох садах можна побачити цю чудову квітку. Різноманітність сортів і видів вражає. У Таожаньтіне є цілий павільйон, де торгують книгами.

## Проїзд
До станції метро Таожаньтін 陶然亭 (4-я лінія, південна Пекінська залізниця), далі вулицею Таожаньтін-лу пройти на схід до воріт парку.
Парк працює з 6:00-21:00 год.